# Рестоне (Фиренца)
Рестоне је насеље у Италији у округу Фиренца, региону Тоскана.
Према процени из 2011. у насељу је живело 287 становника. Насеље се налази на надморској висини од 129 м.